# Kogo shūi
Le Kogo shūi (古語拾遺) est un rapport historique du clan Inbe. Il a été composé par Inbe no Hironari en 807.

## Antécédents
Historiquement, tant le clan Inbe que le clan Nakatomi ont longtemps exécuté des services religieux du shintoïsme pour la cour. Cependant, au début de la période Heian, le clan Fujiwara, dont le clan Nakatomi est l’une des branches, saisit le pouvoir politique. Cela renforça le clan Nakatomi tout en affaiblissant le clan Inbe et causa de l’animosité entre les deux groupes.
Hironari a écrit ce texte pour clarifier l'histoire, légitimer les droits du clan Inbe et aussi pour dénoncer l'injustice du clan Nakatomi et le déclin du clan Inbe. Il l'a présenté à l'empereur Heizei en 807.

## Contenu
Le texte comprend trois sections majeures.
1. Les événements historiques concernant l’ancêtre du clan Inbe, Amenofutodama no Mikoto et de son petit-fils Amamito no Mikoto.
2. Une description de la mythologie japonaise et l'histoire nationale de l'empereur Jimmu à l'empereur Tenmu.
3. Onze points de mécontentement à propos de l’ascension du clan Nakatomi et du déclin du clan Inbe.

Les deux premières sections servent d'évidence et de référence pour légitimer la troisième et principale section.

## Valeur
Les événements historiques décrits dans le texte sont presque identiques à ceux trouvés dans le Kojiki et le Nihon shoki. Cependant, plusieurs événements uniques relatés dans ce texte servent de supplément à l'histoire du Japon.
Linguistiquement, le texte contient un grand nombre de vieux mots écrits en man'yōgana, ce qui en fait une source de valeur pour étudier l'ancien japonais.